# Renault Clio IV
La Renault Clio IV è la quarta generazione della Renault Clio, un'autovettura prodotta dal 2012 al 2021 dalla casa automobilistica francese Renault.

## Profilo
La quarta serie della Clio (sigla di progetto X98) ha cominciato a essere prodotta nell'estate del 2012, ma la sua presentazione è avvenuta alla fine di settembre dello stesso anno al salone di Parigi. In contemporanea con quest'ultimo evento viene avviata la commercializzazione.

### Design e interni

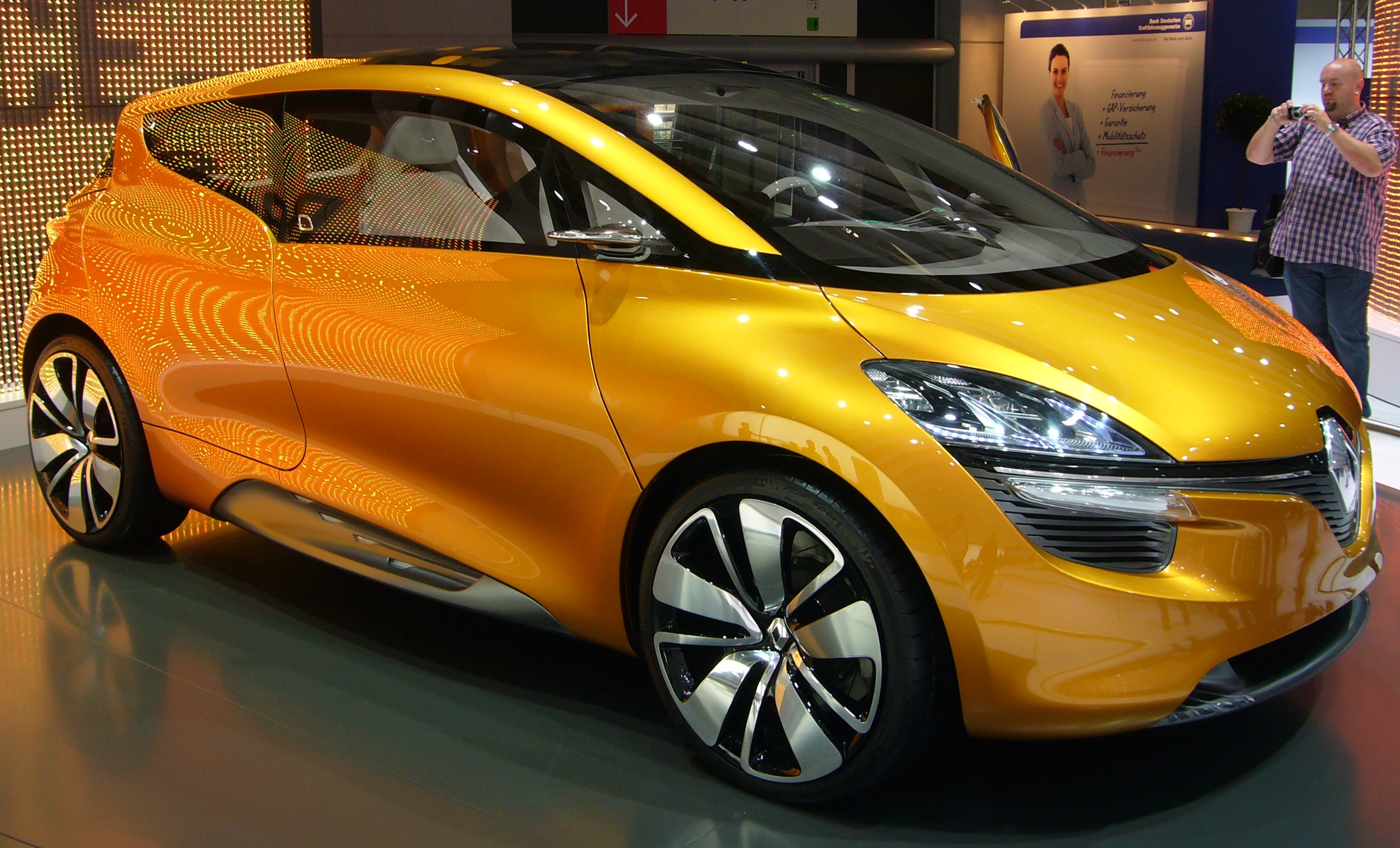
Renault R-Space

Pur derivata dalla stessa base della precedente generazione della Clio, lo stile della vettura perde ogni riferimento con la precedente versione. L'ingombro esterno del corpo vettura aumenta, ma le sporgenze vengono smussate. Lo stile spigoloso precedente viene quindi sostituito da un più tradizionale stile curvilineo: le spigolosità sono relegate ai particolari all'interno dei bordi esterni del corpo vettura. Le linee generali della Clio IV si ispirano fortemente alla concept car R-Space presentata al Motor Show di Bologna del 2011.
Il frontale è la zona che testimonia più chiaramente il passaggio dal vecchio corso stilistico di Patrick Le Quément a quello nuovo introdotto dal suo successore (nonché ex-allievo) Laurens van den Acker. Introdotto già nel 2010 con la presentazione della concept DeZir e portato per la prima volta nella produzione di serie l'anno seguente con la Twingo II restyling, il nuovo linguaggio stilistico esordisce a questo punto anche nella Clio. Come nella concept, la calandra è costituita da una striscia nera che integra anche le luci diurne a led e che si allarga al centro per inglobare il simbolo della casa automobilistica e anche ai lati per circondare la parte inferiore dei gruppi ottici. Questi ultimi propongono un disegno a forma di spicchio (o anche di falce). 

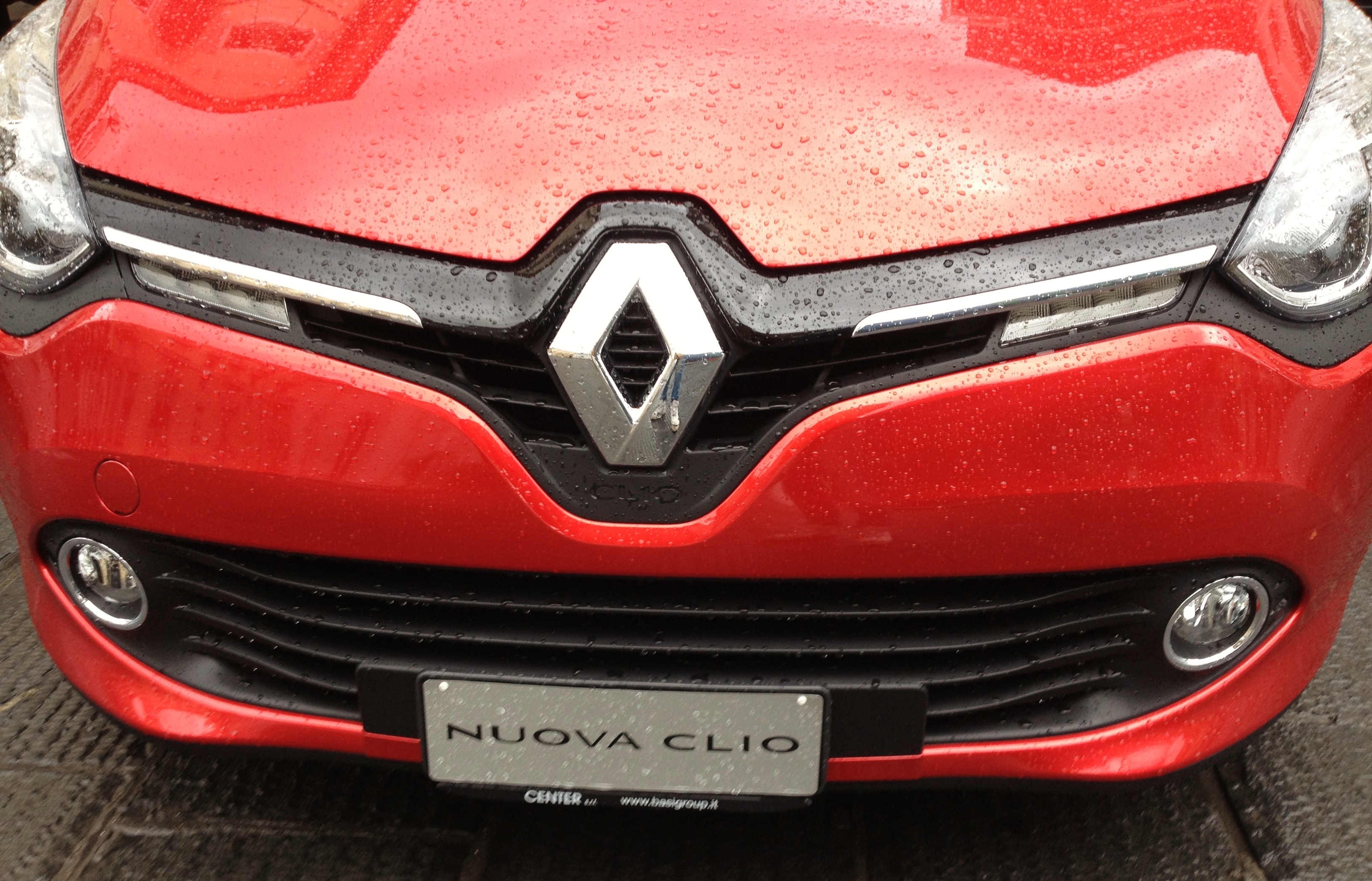
Dettaglio del frontale di una Clio; notare la sottile griglia che ingloba i fari a LED e la grande losanga del marchio Renault

Lo scudo paraurti presenta una "bocca" piuttosto ampia. Anche la fiancata presenta soluzioni stilistiche particolari, pensate unicamente per le dimensioni del modello a 5 porte, non essendo presente la versione a 3 porte. Quella della mancanza delle portiere posteriori è solo un'illusione ottica dovuta al camuffamento della maniglia nel montante posteriore (una soluzione introdotta già 15 anni prima con l'Alfa 156 e in seguito adottata da molte altre case automobilistiche), soluzione che vede finalmente il suo debutto su una Renault. Ed è proprio la vista laterale che presenta le maggiori analogie stilistiche con la concept R-Space, a partire quella più particolare, che si trova nella zona sottoporta, dove si è voluto creare un effetto del tipo "tenda sollevata" e la lamiera appare in effetti come un telo leggermente scostato per lasciare intravedere la zona sottostante. La linea di cintura piuttosto alta, converge ancor più in alto nella parte posteriore, dove di conseguenza i finestrini posteriori risultano di minori dimensioni. Più semplice il disegno della coda, dotata di uno spoiler sul tetto e caratterizzata da un piccolo lunotto e da fari trapezoidali a sviluppo orizzontale.

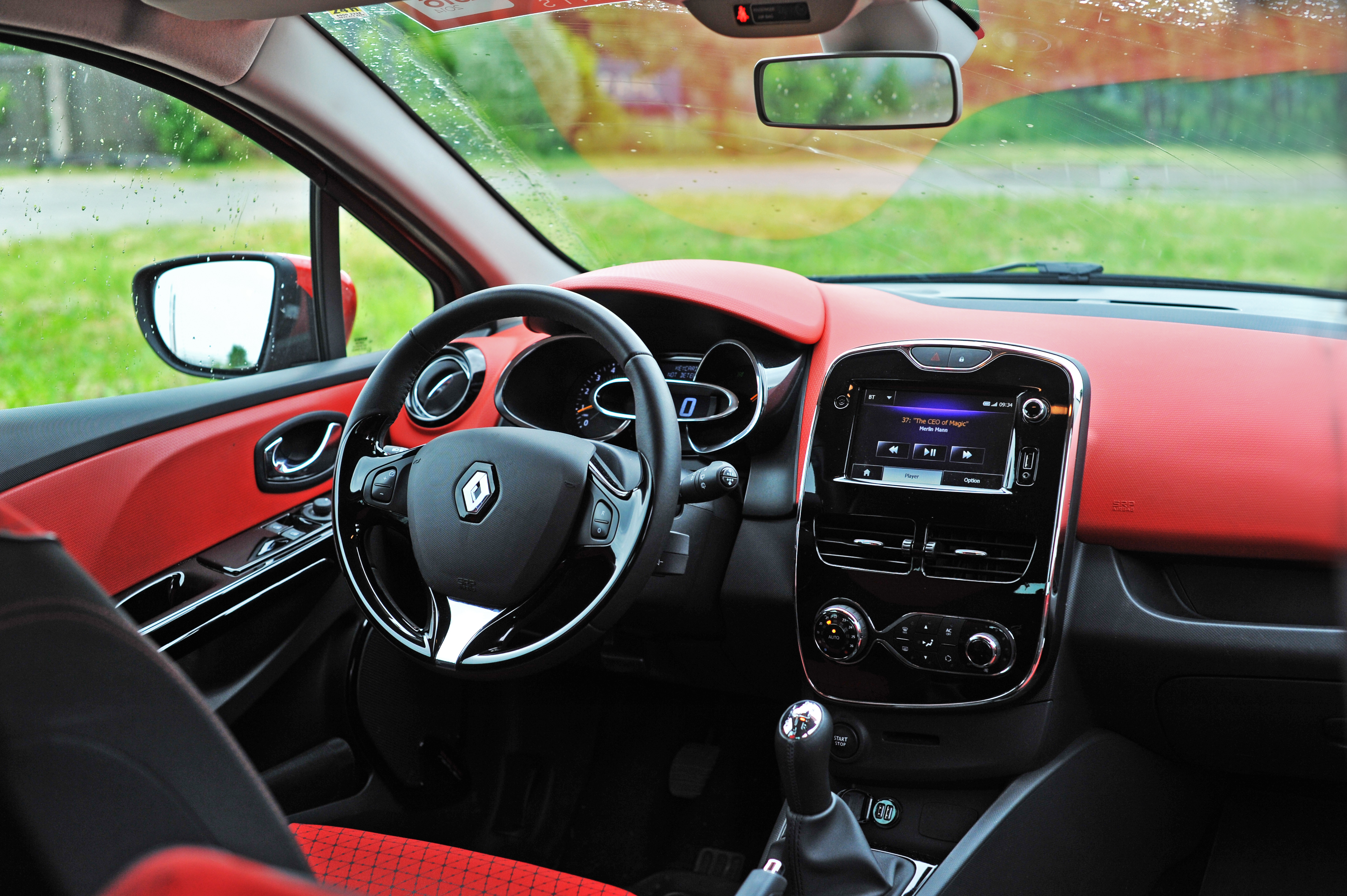
Abitacolo di una Clio IV del 2013

L'abitacolo propone plancia bicolore e un cruscotto, costituito da due strumenti circolari, ossia il contagiri e l'indicatore del livello carburante, sui quali va a sovrapporsi un tachimetro digitale di forma ovale a sviluppo orizzontale. Anche le bocchette laterali di aerazione riprendono un disegno simile. Al centro della plancia vi è alloggiato un dispositivo multimediale che consente anche le funzioni di un navigatore e permette anche l'accesso a diverse funzioni di strumentazione. La console centrale occupa una zona di forma quadrangolare che integra più in basso i comandi per il climatizzatore e le bocchette centrali, queste ultime di forma rettangolare, ma che riprendono lo stesso tema di quelle laterali. Il bagagliaio offre una capacità di 300 litri in configurazione standard a 5 posti, ma tale valore può essere ulteriormente aumentato abbattendo lo schienale posteriore, il che permette una capacità di carico di 1.146 litri.

### Meccanica e motori
La piattaforma su cui nasce la Clio IV è la stessa della Clio III, e quindi anche della terza generazione della Nissan Micra e delle due generazioni della Nissan Note. Rimangono perciò invariate le soluzioni tecniche relative alle sospensioni, con l'avantreno di tipo MacPherson e il retrotreno a ruote interconnesse.

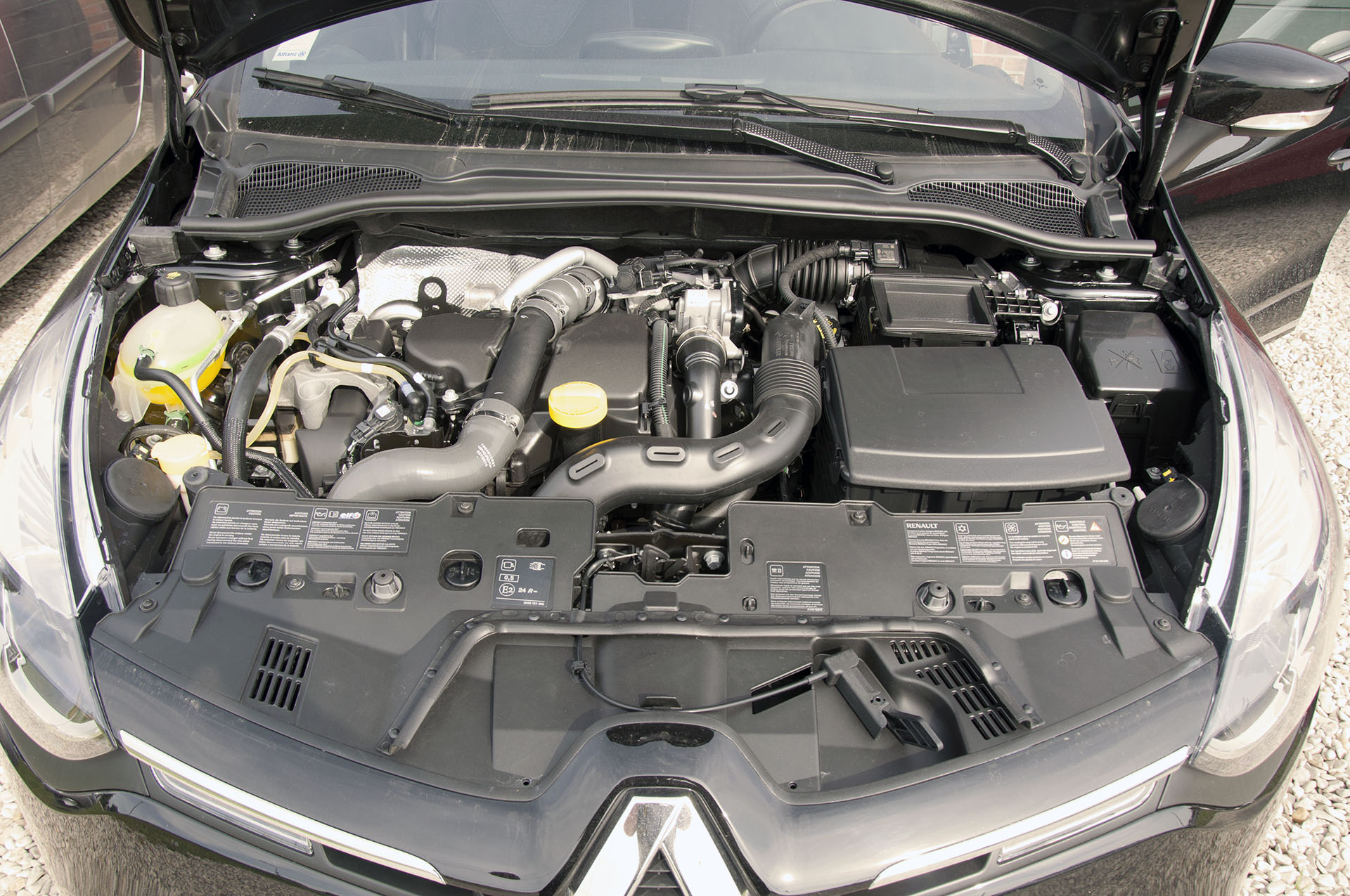
Dettaglio del motore 1.5 dCi di una Clio

Al suo debutto, la Clio IV viene proposta in tre motorizzazioni, di cui una a gasolio:
- 0.9 TCe: è la vera novità che debutta assieme alla Clio IV stessa, e consiste nel nuovissimo tricilindrico turbo H4Bt da 899 cm³ della potenza di 90 CV;
- 1.2 16v: motore D4F da 1149 cm³ e 75 CV di potenza massima;
- 1.5 dCi: motore turbodiesel common rail da 1461 cm³ e in due livelli di potenza massima, 75 e 90 CV;
- 1.2 TCe GT: motore TCe quattro cilindri da 1197 cm³ turbo, con potenza massima di 120 CV;
- 1.6 T RS: motore 1618 cm³ turbo in grado di erogare 200 CV.

Il cambio è in ogni caso del tipo manuale a 5 marce eccetto per le versioni GT, RS e dCi.

## Evoluzione

### I primi anni
La presentazione ufficiale al pubblico è avvenuta il 29 settembre 2012 al salone di Parigi: qui, tra l'altro, sono state svelate in anteprima altre due varianti della gamma, ossia la pratica versione station wagon, denominata Clio Estate, e la versione sportiva top di gamma, denominata nuovamente Clio RS. Entrambe queste versioni, però, non fanno parte della gamma d'esordio del nuovo modello, ma verranno presentate nelle loro versioni definitive al salone di Ginevra dell'anno seguente, per poi essere introdotte successivamente nella gamma della nuova Clio.
Nel frattempo, all'inizio del 2013, entra in listino la versione bi-fuel, equipaggiata col 1.2 16v da 75 CV, ma che in questo caso vende la propria potenza scendere appena di un CV e che viene accoppiato con il sistema di alimentazione a GPL. Nel marzo dello stesso anno, come già menzionato, entrano a far parte della gamma anche la versione sportiva, ossia la Clio RS, con motore 1.6 Turbo da 200 CV e cambio EDC a doppia frizione, e la pratica versione giardinetta.
Nell'estate 2013 arriva una via di mezzo tra la versione Energy e la RS, la GT: disponibile col solo motore da 1.2 TCe da 120 CV. I paraurti sono stati ridisegnati, vi è anche l'R.S guide, il cambio a doppia frizione EDC e la selleria specifica GT.
Per i due anni successivi non vi sono state novità di rilievo, fino all'estate del 2015, quando fa il suo ingresso in listino la versione sportiva RS 220 EDC Trophy accreditata di 220cv e un cambio più veloce della RS standard.

### La versione station wagon

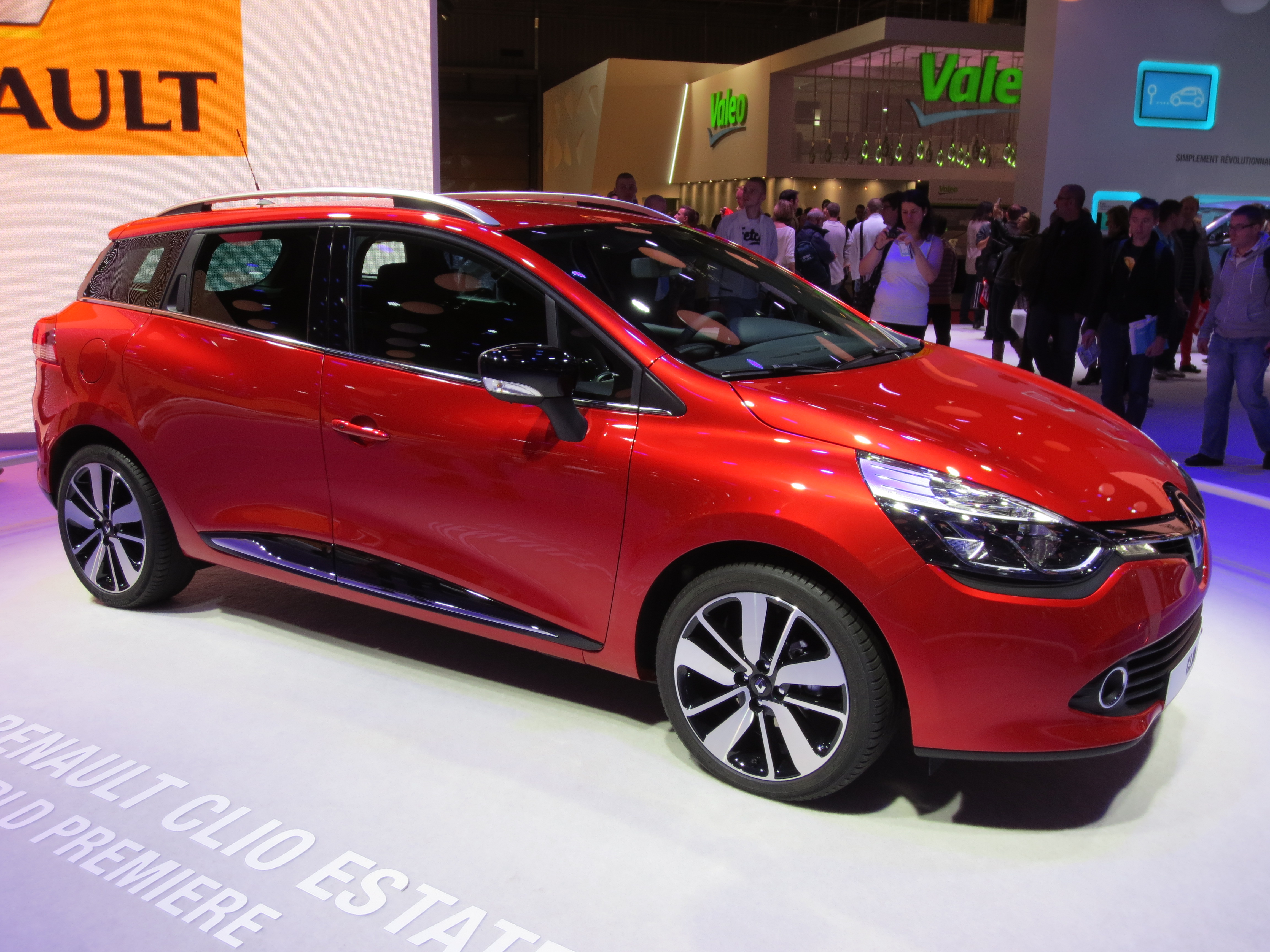
Una Clio Sporter

Presentata come concept car al Salone di Parigi e successivamente al Salone di Ginevra nella sua veste definitiva, la versione familiare della quarta generazione della Clio assume diverse denominazioni a seconda dei mercati di destinazione (Estate per la Francia, Sporter per l'Italia, GrandTour per Germania, Austria e Svizzera, Sport Tourer per la Spagna ecc).

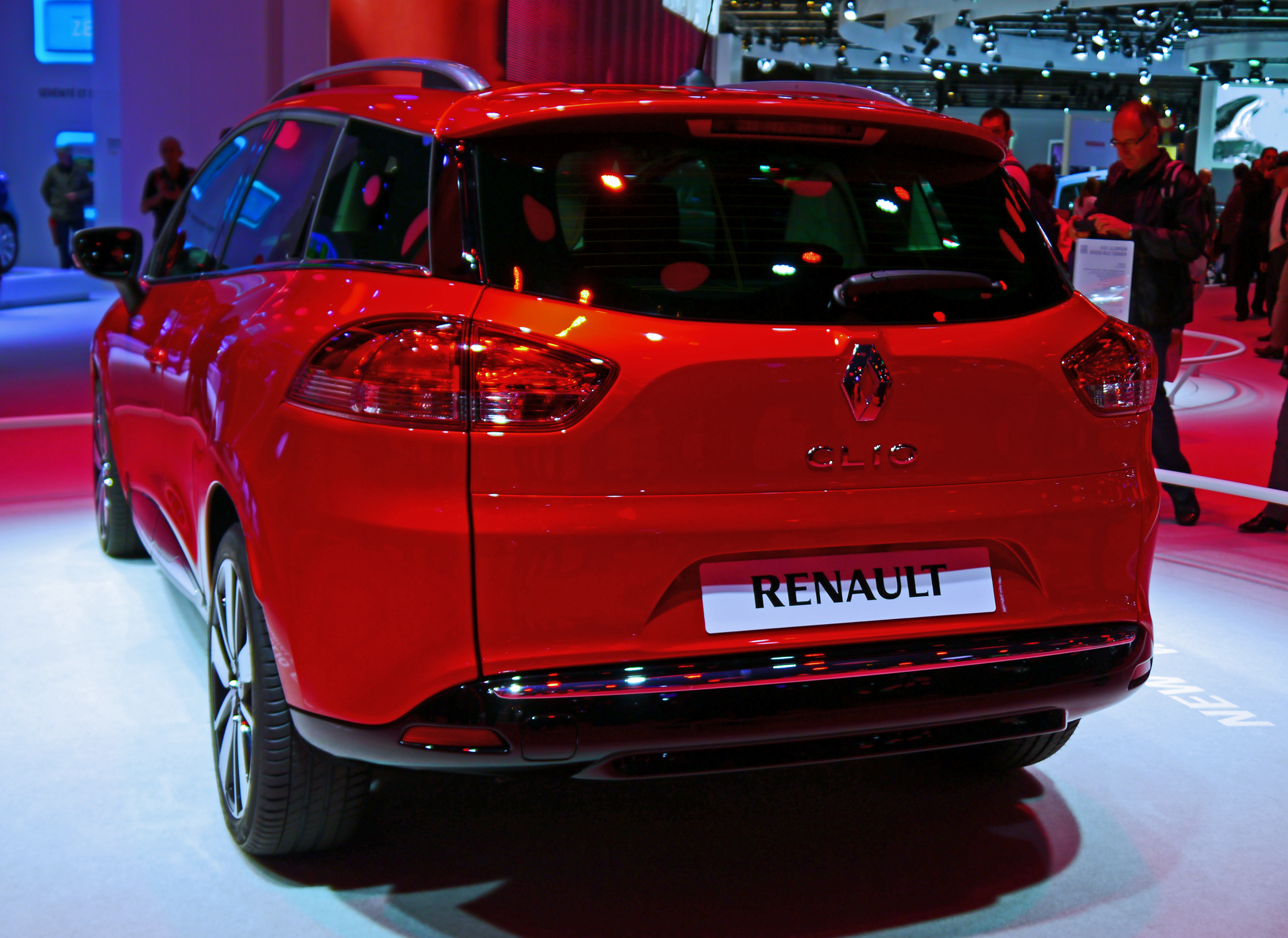
Posteriore di una Clio Sporter

Indipendentemente dalla denominazione, questa variante della gamma Clio IV condivide ovviamente la base meccanica con la normale versione berlina a 2 volumi, rispetto alla quale il corpo vettura viene però allungato di 20 cm nella parte posteriore per ottenere un vano di carico più ampio. Fino al montante centrale il corpo vettura in versione familiare rispecchia quello della berlina, eccezion fatta per la presenza del portapacchi sul tetto. Presente anche il particolare inserto verniciato in nero nella zona sottoporta, che sconfina anche in questo caso fino alle portiere posteriori. La coda è invece stata ridisegnata per ovvi motivi e consente l'ottenimento di un bagagliaio di maggiori dimensioni, della capacità di 443 litri (contro i 300 della berlina) in configurazione standard e fino a 1.380 litri abbattendo lo schienale (contro i 1.146 della berlina). Sono stati modificati anche i gruppi ottici, sempre a sviluppo orizzontale, ma di maggiori dimensioni e di diverso disegno.
La versione giardinetta è proposta con gli stessi motori della versione berlina tranne quello della RS. Le poche differenze nella meccanica riguardano soprattutto il retrotreno, in cui gli ammortizzatori sono stati resi più rigidi per meglio supportare gli eventuali carichi maggiorati per cui la vettura è stata progettata. Il restyling di mezz'età che ha interessato la versione berlina, si è ripercosso analogamente anche nella versione station wagon, che fa così tesoro delle stesse migliorie e aggiornamenti, sia estetici sia tecnici.

### La versione RS

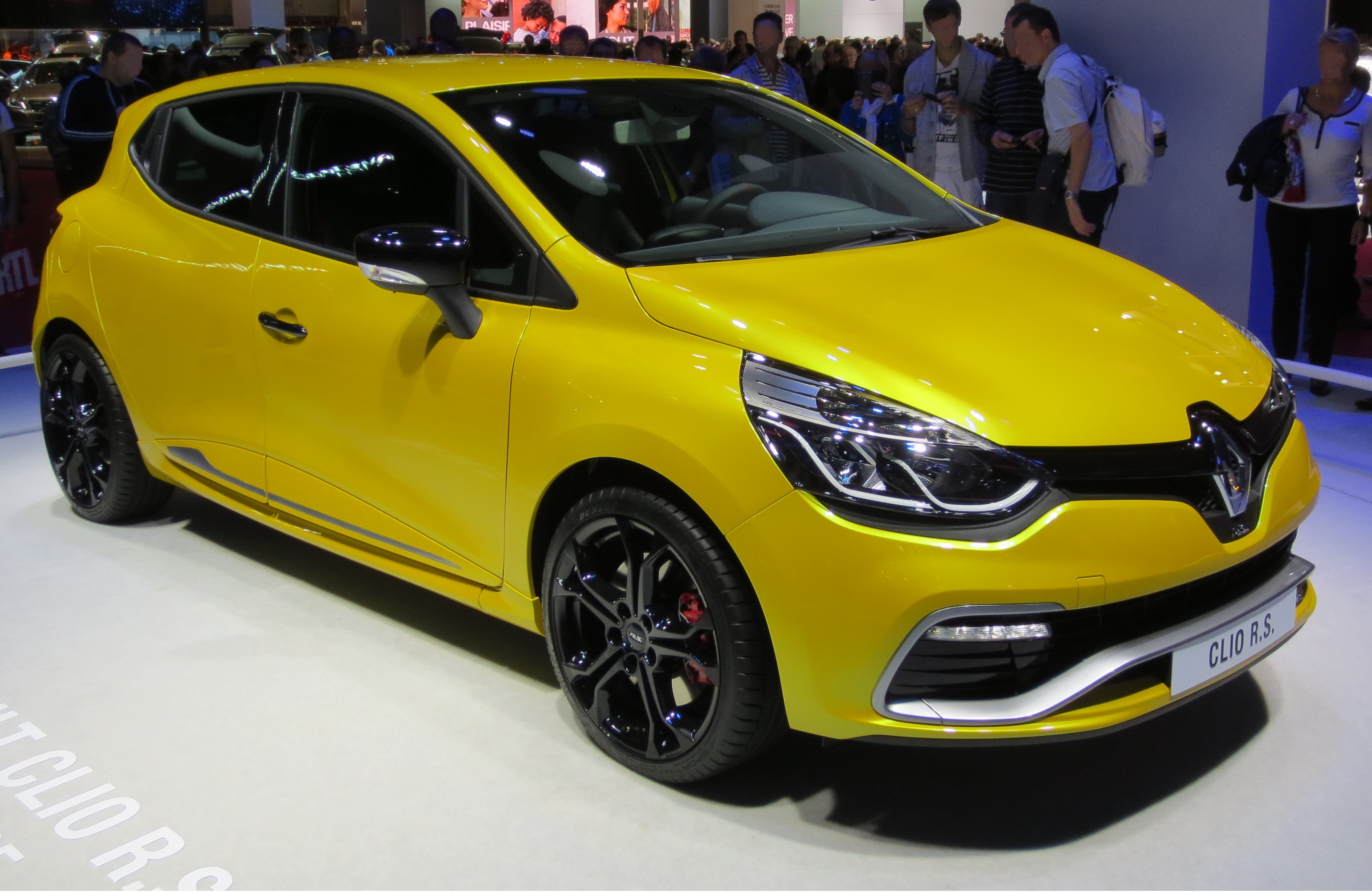
Una Clio IV RS

Presentata ad inizio 2013, la RS si differenzia esternamente dalle altre Clio IV per la presenza sul paraurti anteriore di una "lama" grigia e lateralmente per l'inserto sottoporta che in questo caso viene verniciato in tinta con il resto della carrozzeria. In coda è presente invece un diffusore sotto il paraurti. Per il resto, la RS ricalca grosso modo tutte quelle caratteristiche estetiche che già sono state applicate alle altre Clio, ma evidenzia anche la volontà da parte della Renault di ingentilire quei tratti che nelle precedenti Clio RS erano decisamente più aggressivi e annoveravano tra l'altro anche un certo ingrossamento dei parafanghi all'altezza dei passaruota, caratteristica che invece nella precedente Clio III RS è del tutto assente. Il telaio della RS su base Clio IV è comunque caratterizzato da un irrigidimento delle sospensioni e delle barre antirollio (quella posteriore è più rigida del 10% rispetto a quella della precedente RS). Inoltre, sono disponibili due varianti di telaio: Sport e Cup: quest'ultimo comporta un assetto ribassato di 3 mm e sospensioni più rigide (del 27% all'avantreno e del 20% al retrotreno).

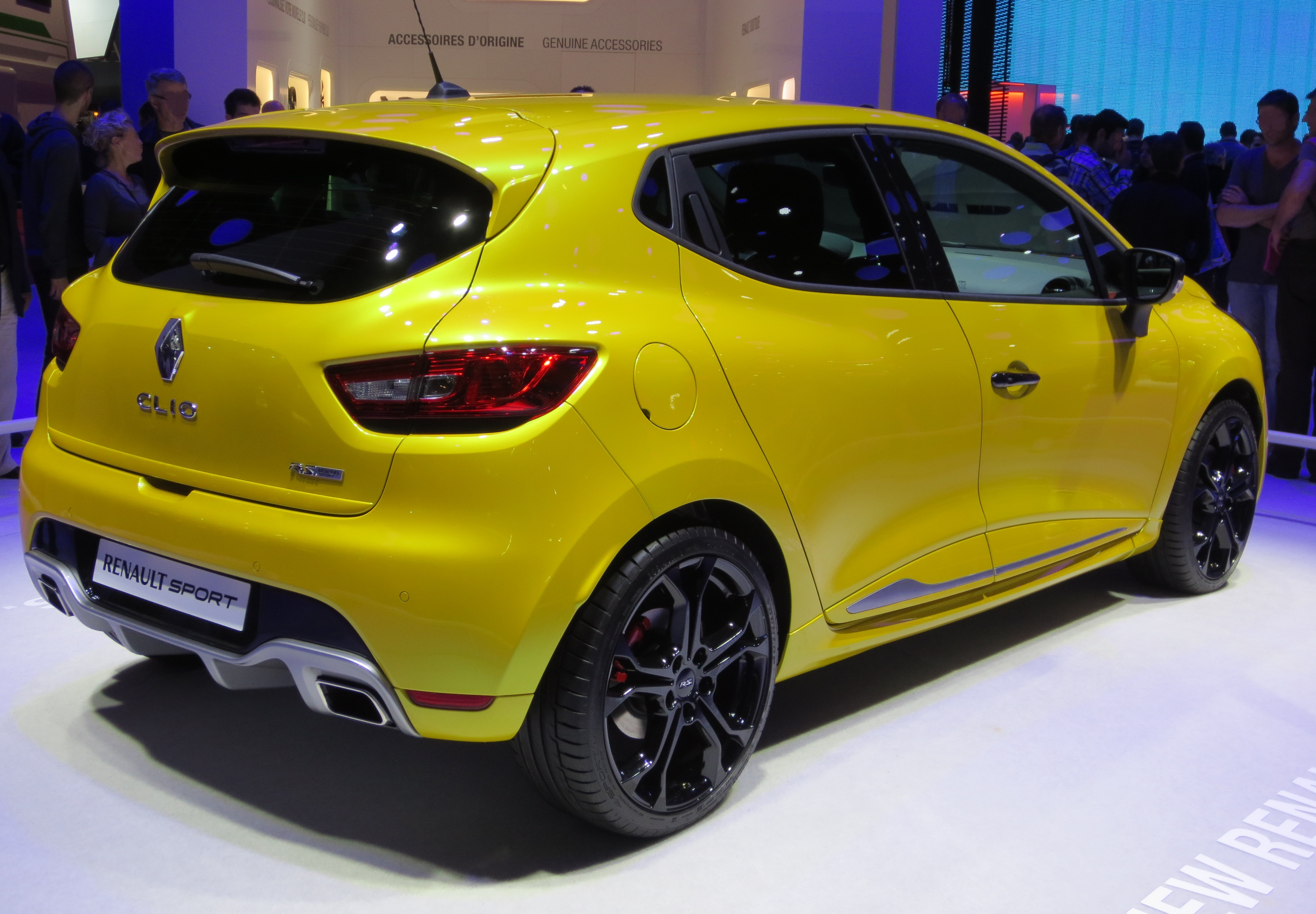
Renault Clio IV RS vista posteriore

La RS su base Clio IV vede novità nel gruppo motopropulsore: non è più dotata di un'unità aspirata, ma sovralimentata; consistente in pratica nello stesso motore della Nissan Juke 1.6 DIG-T, ma che in questo eroga 200 CV di potenza massima. Si tratta di un motore da 1618 cm³ con iniezione diretta e doppia fasatura variabile derivato direttamente da quello già montato sul piccolo SUV giapponese. Un'altra grossa novità sta nel cambio, non più di tipo manuale, ma a doppia frizione e a 6 rapporti. La RS raggiunge una velocità massima dichiarata di 230 km/h e accelerazione (dichiarata dal costruttore) da 0 a 100 km/h in 6", 7 se ci si avvale del Launch Control.

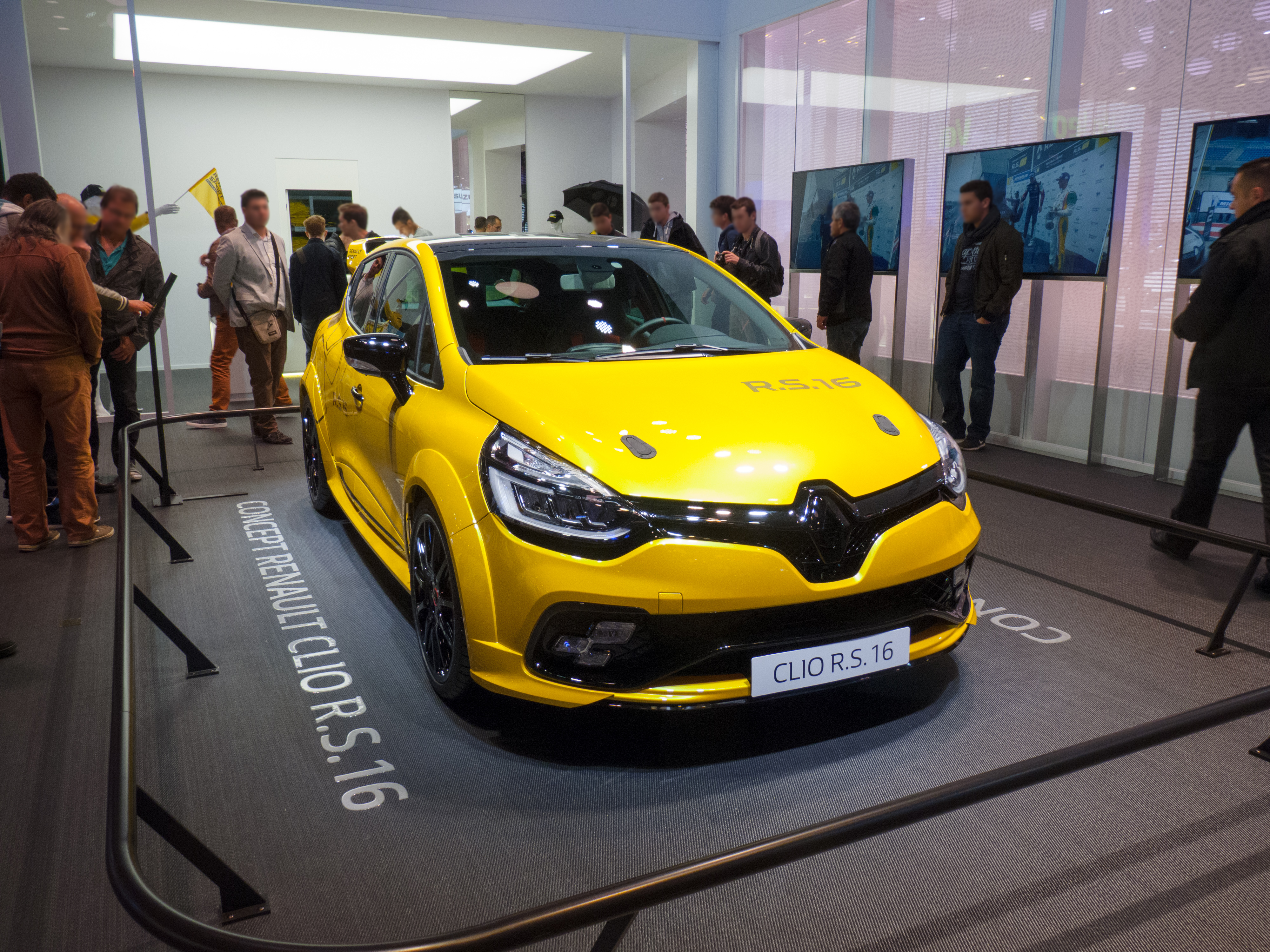
Renault Clio RS 16

Nella primavera 2015, alla RS di normale produzione viene affiancata la RS220 EDC Trophy, una versione a tiratura limitata basata sulla RS di normale produzione, ma col motore rivisitato in maniera tale da innalzarne la potenza massima a 220 CV grazie a svariate modifiche motoristiche come turbo maggiorato, scarico ridisegnato e con alcune modifiche alla meccanica come avantreno ribassato di 20 mm e retrotreno ribassato di 10 mm, irrigidimento delle sospensioni sia anteriori che posteriori, allo scopo di renderne ancora più sportivo il comportamento su strada e su pista.
In un'anteprima al Gran Premio di Formula 1 di Monaco, il 27 maggio 2016, la Renault ha presentato una prototipo denominata Clio RS 16, che monta lo stesso motore 2.0 litri da 275 CV della Megane RS Trophy 275-R, per festeggiare i 40 anni della sezione Renault Sport. La vettura è stata profondamente rivista rispetto alla RS di serie, con un nuovo sistema di scarico della Akrapovič e una carrozzeria specifica che comprende alettone posteriore fisso, carreggiate maggiorate da 60 mm e spoiler anteriore che integra una fanaleria inferiore a LED con una trama che richiama la bandiera a scacchi.

### Restyling 2016

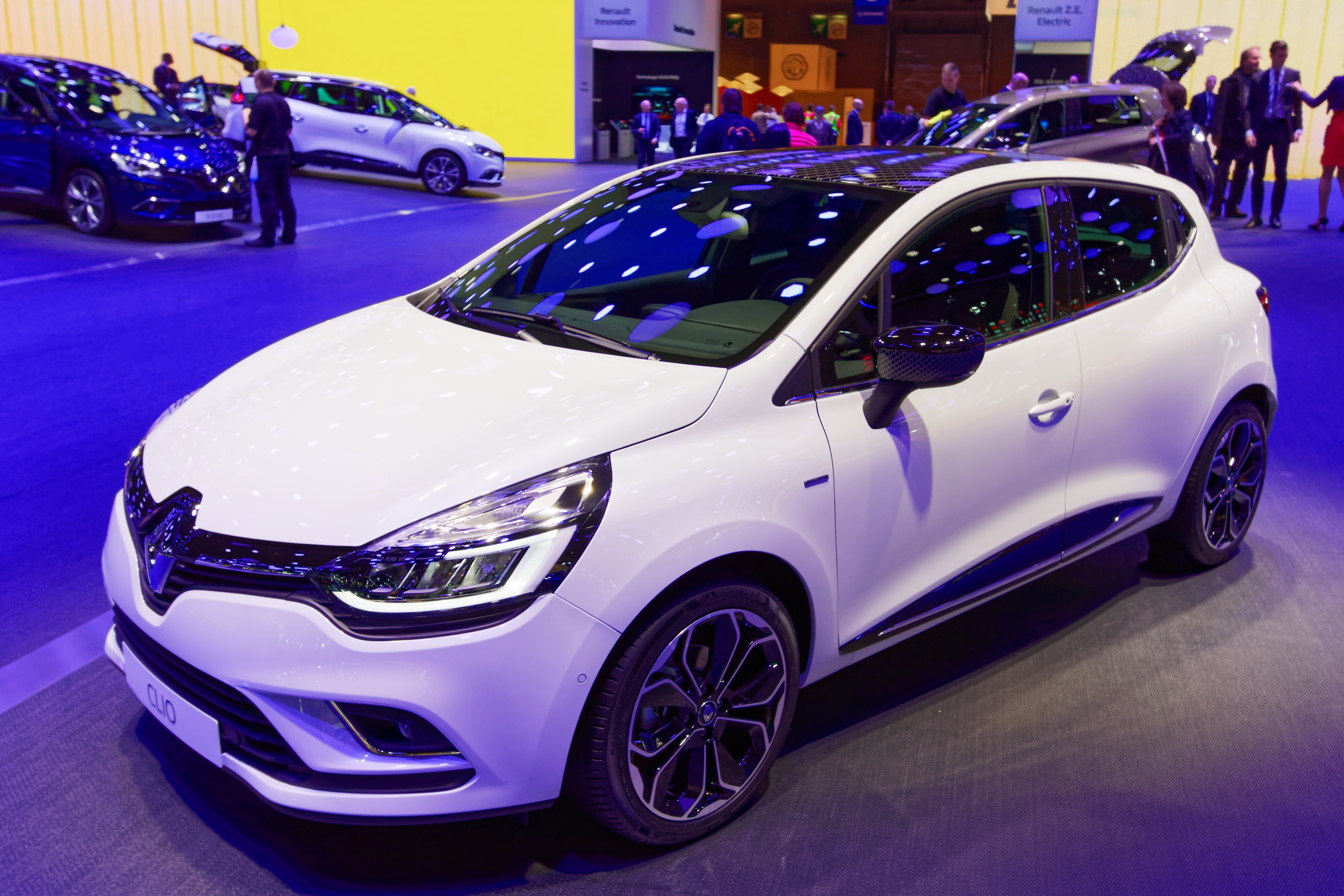
Renault Clio restyling 2016

Un anno dopo, nel luglio del 2016, la Clio IV viene sottoposta al restyling di metà carriera: a cambiare è il frontale, dove viene ridisegnato il paraurti, dove la calandra si allunga fino a passare sotto i gruppi ottici e dove questi ultimi vanno a incorporare nuove luci a led dal disegno a C che ricorda quello della "sorella maggiore" Mégane IV, che al momento del restyling della Clio era stata lanciata da appena pochi mesi. Anche il paraurti posteriore è stato oggetto di aggiornamenti. Per quanto riguarda la gamma motori, il restyling è l'occasione per integrare l'offerta delle motorizzazioni diesel con una variante potenziata del 1.5 dCi, ossia quella da 110 CV, già montata da tempo su diversi altri modelli del gruppo Renault-Nissan, ma fino a quel momento mai nella Clio IV. Il modello GPL viene aggiornato col motore sovralimentato 0.9 Tce e inoltre, il 1.2 TCe da 120 CV viene proposto in opzione anche con un cambio manuale a 6 marce.
Nell'autunno del 2018, ormai nelle fasi finali della carriera commerciale della Clio IV, gran parte della gamma viene eliminata e vengono mantenute solo due motorizzazioni: il 1.5 dCi nelle varianti da 75 e 90 CV, più il tricilindrico a benzina da 0,9 litri nella variante da 90 CV e nell'inedita variante da 75 CV, destinata a sostituire il precedente motore aspirato da 1.2 litri di pari potenza, meno moderno dal punto di vista tecnologico. Inoltre viene creata, grazie a un accordo tra la casa francese e l'azienda di moda italiana Moschino, l’allestimento speciale Clio Moschino.
Nel mese di gennaio 2019 sono stati diffusi i primi teaser relativi alla quinta generazione della Clio, mentre la presentazione del nuovo modello è avvenuta al Salone di Ginevra.
In molti mercati, tra cui quello francese, la Clio IV ha continuato a essere venduta come Clio Génération. La produzione di essa nello stabilimento francese è terminata nell'agosto del 2020 mentre in Turchia la produzione è terminata a maggio del 2021. La Clio IV ha continuato a essere assemblata in complete knock down in Algeria solo per il mercato domestico.

## Riepilogo caratteristiche
Di seguito vengono riepilogate le caratteristiche delle varie versioni che costituiscono la gamma della Clio IV:
| Renault Clio IV (2012-19)                                                 |                  |          |            |                                                      |                |               |                         |                    |              |                     |                    |                       |                    |
| Modello                                                                   | Carrozzeria      | Motore   | Cilindrata | Alimentazione                                        | Potenza CV/rpm | Coppia Nm/rpm | Cambio/ Nº rapporti     | Massa a vuoto (kg) | Velocità max | Acceler. 0–100 km/h | Consumo (l/100 km) | Emissioni CO2/ (g/km) | Anni di produzione |
| Versioni a benzina                                                        |                  |          |            |                                                      |                |               |                         |                    |              |                     |                    |                       |                    |
| 0.9 TCe (75 CV)                                                           | Berlina 2 volumi | H4Bt-400 | 898        | Iniezione indiretta + turbocompressore               | 75/5000        | 120/2500      | Manuale 5 marce         | 1.015              | 178          | 12"3                | 5,2                | 118                   | 10/2018-03/2019    |
| 0.9 TCe (75 CV)                                                           | Station Wagon    | H4Bt-400 | 898        | Iniezione indiretta + turbocompressore               | 75/5000        | 120/2500      | Manuale 5 marce         | 1.022              | 178          | 12"3                | 5,2                | 118                   | 10/2018-03/2019    |
| 0.9 TCe (90 CV)                                                           | Berlina 2 volumi | H4Bt-400 | 898        | Iniezione indiretta + turbocompressore               | 90/5000        | 140/2500      | Manuale 5 marce         | 1.082              | 182          | 12"2                | 4.7                | 1051                  | 09/2012-03/2019    |
| 0.9 TCe (90 CV)                                                           | Station Wagon    | H4Bt-400 | 898        | Iniezione indiretta + turbocompressore               | 90/5000        | 140/2500      | Manuale 5 marce         | 1.082              | 182          | 12"2                | 4.7                | 1051                  | 03/2013-03/2019    |
| 1.2 16v                                                                   | Berlina 2 volumi | D4F-740  | 1149       | Iniezione indiretta                                  | 75/5500        | 107/4250      | Manuale 5 marce         | 1.069              | 167          | 14"5                | 5.6                | 127                   | 09/2012-09/2018    |
| 1.2 16v                                                                   | Station Wagon    | D4F-740  | 1149       | Iniezione indiretta                                  | 75/5500        | 107/4250      | Manuale 5 marce         | 1.076              | 167          | 14"5                | 5.6                | 127                   | 03/2013-09/2018    |
| 1.2 TCe                                                                   | Berlina 2 volumi | H5Ft     | 1197       | Iniezione diretta + turbocompressore                 | 120/5000       | 205/2000      | Manuale 6 marce         | 1.090              | 192          | 9"                  | 5,3                | 118                   | 07/2016-09/2018    |
| 1.2 TCe                                                                   | Station Wagon    | H5Ft     | 1197       | Iniezione diretta + turbocompressore                 | 120/5000       | 205/2000      | Manuale 6 marce         | 1.165              | 192          | 9"                  | 5,3                | 118                   | 07/2016-09/2018    |
| 1.2 TCe EDC                                                               | Berlina 2 volumi | H5Ft     | 1197       | Iniezione diretta + turbocompressore                 | 120/5000       | 205/2000      | Doppia frizione 6 marce | 1.090              | 192          | 9"2                 | 5.4                | 120                   | 07/2013-09/2018    |
| 1.2 TCe EDC                                                               | Station Wagon    | H5Ft     | 1197       | Iniezione diretta + turbocompressore                 | 120/5000       | 205/2000      | Doppia frizione 6 marce | 1.165              | 192          | 9"2                 | 5.4                | 120                   | 07/2013-09/2018    |
| RS EDC                                                                    | Berlina 2 volumi | MR16DDT  | 1618       | Iniezione diretta + turbocompressore                 | 200/6000       | 240/1750      | Doppia frizione 6 marce | 1.204              | 230          | 6"7                 | 6.3                | 144                   | 03/2013-09/2018    |
| RS 220 EDC Trophy                                                         | Berlina 2 volumi | MR16DDT  | 1618       | Iniezione diretta + turbocompressore                 | 220/ 6050      | 280/2000      | Doppia frizione 6 marce | 1.204              | 235          | 6"6                 | 6.2                | 135                   | 06/2015-07/2016    |
| RS Trophy EDC                                                             | Berlina 2 volumi | MR16DDT  | 1618       | Iniezione diretta + turbocompressore                 | 220/ 6050      | 280/2000      | Doppia frizione 6 marce | 1.204              | 235          | 6"6                 | 6                  | 135                   | 07/2016-09/2018    |
| Versioni diesel                                                           |                  |          |            |                                                      |                |               |                         |                    |              |                     |                    |                       |                    |
| 1.5 dCi (75CV)                                                            | Berlina 2 volumi | K9K-612  | 1461       | Iniezione diretta + turbocompressore common rail     | 75/4000        | 200/1750      | Manuale 5 marce         | 1.087              | 168          | 14"3                | 3.3                | 85                    | 09/2012-03/2019    |
| 1.5 dCi (75CV)                                                            | Station Wagon    | K9K-612  | 1461       | Iniezione diretta + turbocompressore common rail     | 75/4000        | 200/1750      | Manuale 5 marce         | 1.182              | 168          | 14"3                | 3.3                | 85                    | 03/2013-03/2019    |
| 1.5 dCi (90CV)                                                            | Berlina 2 volumi | K9K-608  | 1461       | Iniezione diretta + turbocompressore common rail     | 90/4000        | 220/1750      | Manuale 5 marce         | 1.087              | 181          | 12"0                | 3.3                | 85                    | 09/2012-03/2019    |
| 1.5 dCi (90CV)                                                            | Station Wagon    | K9K-608  | 1461       | Iniezione diretta + turbocompressore common rail     | 90/4000        | 220/1750      | Manuale 5 marce         | 1.182              | 181          | 12"0                | 3.3                | 85                    | 03/2013-03/2019    |
| 1.5 dCi EDC (90CV)                                                        | Berlina 2 volumi | K9K-608  | 1461       | Iniezione diretta + turbocompressore common rail     | 90/4000        | 220/1750      | doppia frizione 6 marce | 1.087              | 176          | 12"9                | 3.5                | 92                    | 07/2016-03/2019    |
| 1.5 dCi EDC (90CV)                                                        | Station Wagon    | K9K-608  | 1461       | Iniezione diretta + turbocompressore common rail     | 90/4000        | 220/1750      | doppia frizione 6 marce | 1.182              | 176          | 12"9                | 3.5                | 92                    | 07/2016-03/2019    |
| 1.5 dCi (110CV)                                                           | Berlina 2 volumi | K9K      | 1461       | Iniezione diretta + turbocompressore common rail     | 110/4000       | 260/1750      | M/6                     | 1.204              | 190          | 11"2                | 3.5                | 90                    | 07/2016-09/2018    |
| 1.5 dCi (110CV)                                                           | Station Wagon    | K9K      | 1461       | Iniezione diretta + turbocompressore common rail     | 110/4000       | 260/1750      | M/6                     | 1.210              | 190          | 11"2                | 3.5                | 90                    | 07/2016-09/2018    |
| Versioni bi-fuel                                                          |                  |          |            |                                                      |                |               |                         |                    |              |                     |                    |                       |                    |
| 0.9 TCe GPL                                                               | Berlina 2 volumi | H4Bt-400 | 898        | Iniezione indiretta + turbocompressore benzina + GPL | 90/5000        | 140/2500      | M/5                     | 1.164              | 182          | 12"2                | 6.1                | 98                    | 06/2016-09/2018    |
| 1.2 16v GPL                                                               | Berlina 2 volumi | D4F-740  | 1149       | Iniezione indiretta benzina + GPL                    | 72/5500        | 107/4250      | M/5                     | 1.164              | 167          | 15"4                | 7.2                | 116                   | 02/2013-06/2016    |
| Note: 199 g/km con pacchetto Energy 99 283 g/km con pacchetto EcoBusiness |                  |          |            |                                                      |                |               |                         |                    |              |                     |                    |                       |                    |

## La Clio e le forze dell'ordine

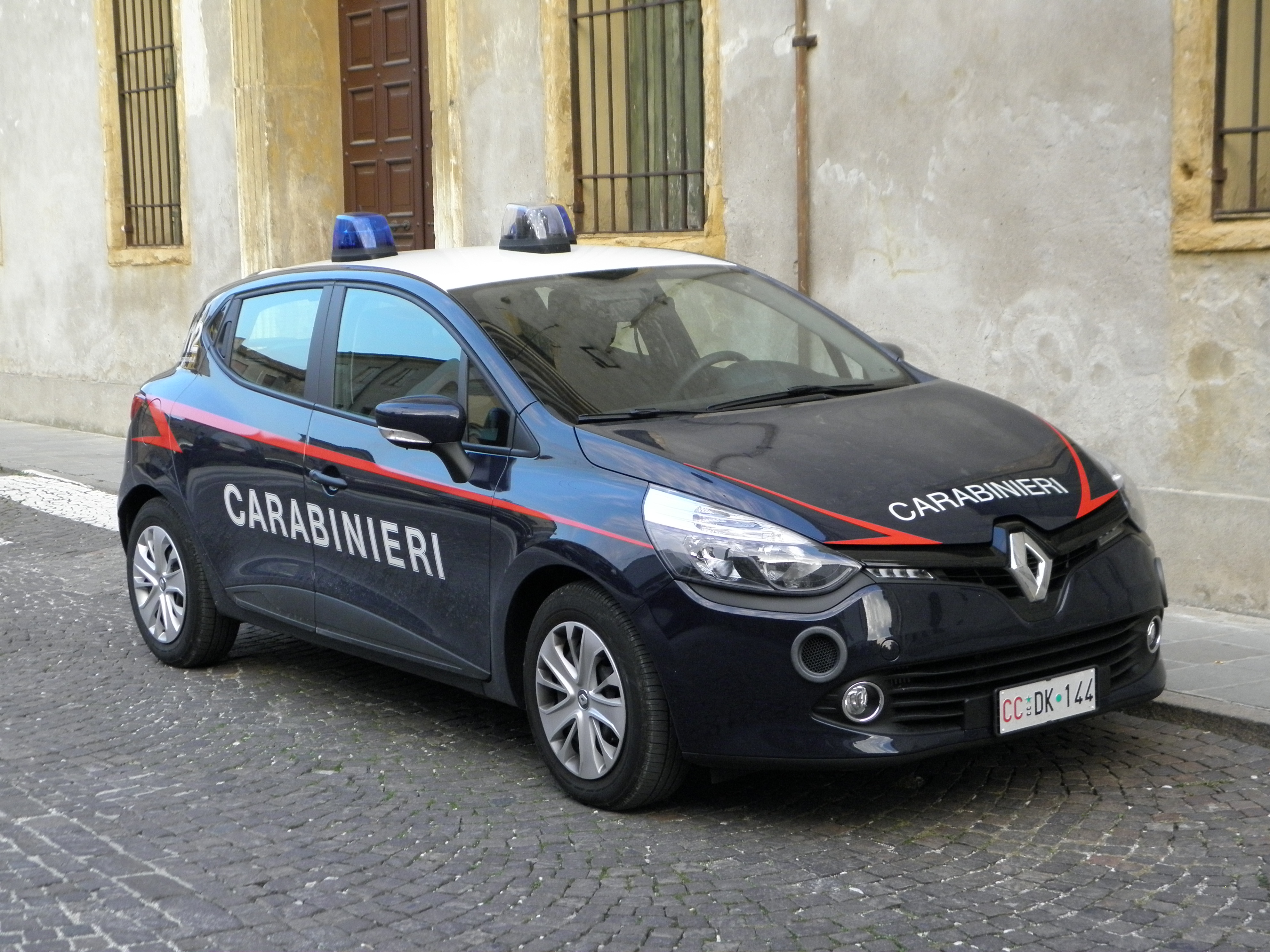
Una Renault Clio in dotazione all'Arma dei Carabinieri

Nel 2015 una flotta di 746 Renault Clio sono state realizzate dalla casa francese in allestimento per l'Arma dei Carabinieri. La dotazione di serie comprende doppio lampeggiante sul tetto, comandi ausiliari come la radio, doppio porta arma con chiusura a chiave e un supporto di scrittura integrato nella cappelliera del baule posteriore. La base di partenza è una Renault Clio in versione Wave dotate del motore benzina 1.2 da 75 CV e del 1.5 dCi turbodiesel sempre da 75 CV, con la classica livrea nera con la "saetta" rossa che corre sulla fiancata e il tetto bianco.
Facente parte del piano di approvvigionamento "Consip 7", il principale utilizzo di queste volanti sarà nei Comandi di Stazione e di Tenenza come pattuglia mobile di zona, le quali avranno la Clio dCi; alle Compagnie di Intervento Operativo, diversamente, sarà assegnata la Clio a benzina per il supporto dei reparti territoriali.
L'anno successivo anche la Polizia di Stato ha introdotto 135 Clio in divisa per la Polizia ferroviaria e le questure, affinché espletino compiti ordinari quali ordine pubblico e supporti vari; la commessa, che prevede un allestimento identico all'Arma, ma solamente in versione 1.5 dCi, prevede ulteriori 170 vetture in colori di serie solo per le questure.
Inoltre, sono state fornite altre Clio con motore sia benzina che diesel, con livrea civile per i servizi di copertura e di Polizia Giudiziaria: le vetture sono equipaggiate con dispositivo per la sirena e apposite prese per i lampeggianti amovibili.

## Attività sportiva

### Clio R3T

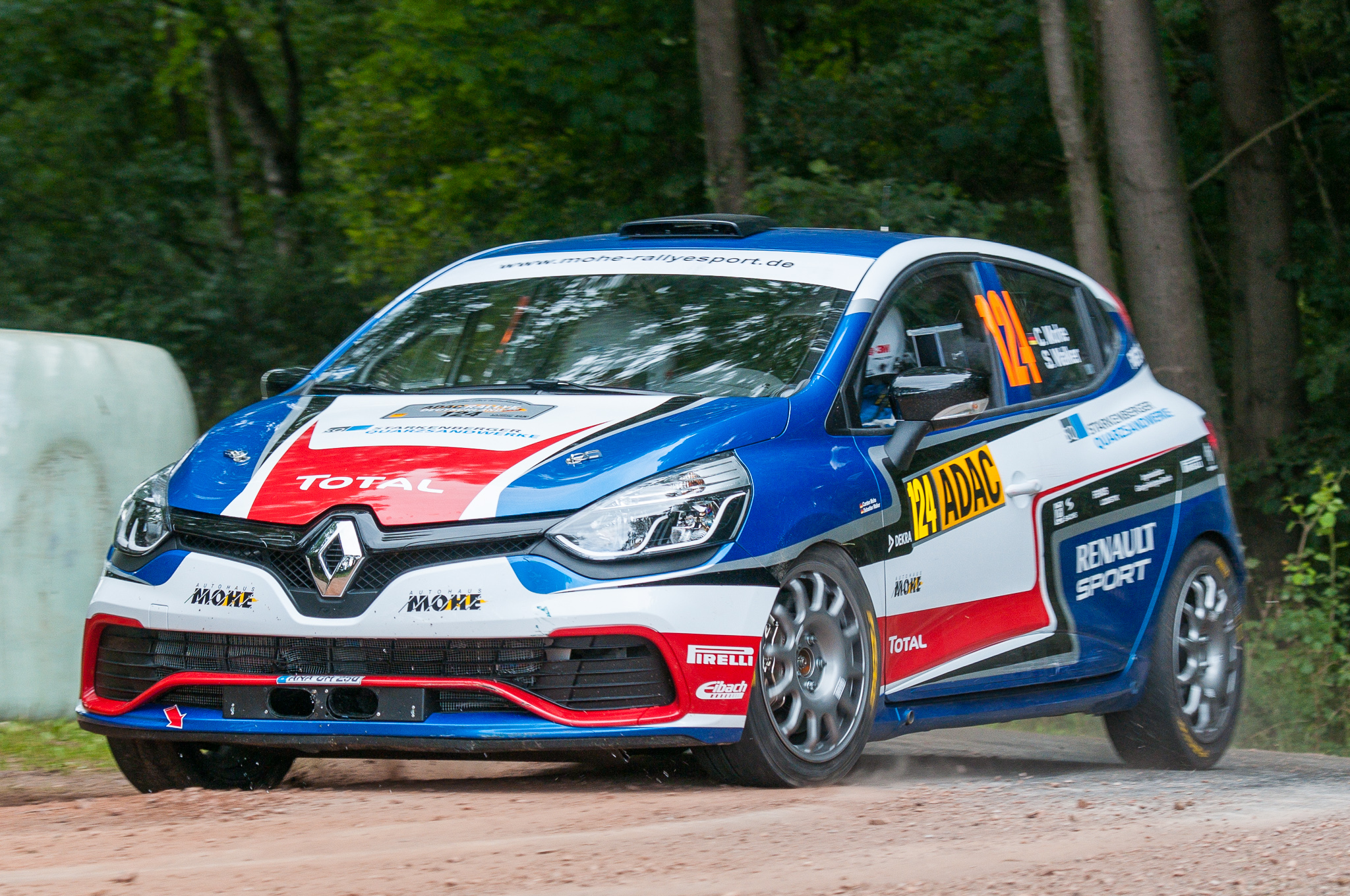
Una Clio R3T in azione nel 2014 nel Rally di Germania

La Renault ha sviluppato una nuova versione della Clio per le competizioni agonistiche, specialmente per il rally. Si chiama Clio R3T e si tratta di una vettura da corsa a due ruote motrici basata sulla vettura stradale Clio RS 200 EDC. Rispetto a quest'ultima sono nuovi gli ammortizzatori che hanno una moltitudine di regolazioni, in grado di bilanciare l'assetto permettendo così di essere competitiva su tutti i tipi di terreno.
Sotto il cofano, il motore è il turbo da 1,6 litri della Clio RS 200 EDC, ma esso riceve un trattamento speciale per aumentare le prestazioni. Il propulsore eroga 242 cavalli e 480 Nm di coppia. Il cambio è un sequenziale a sei marce che può essere controllata mediante leve al volante.
Esteticamente essa ha un kit che è composto parzialmente da parti della Clio RS 200 EDC e da elementi specifici per la Clio R3T.